# جوردي كولومر
جوردي كولومر (بالإسبانية: Jordi Colomer)‏ هو فنان إسباني، ولد في 23 فبراير 1962 في برشلونة في إسبانيا.

## وصلات خارجية
- الموقع الرسمي